# جوایز انتخاب توسعه‌دهندگان بازی
جوایز انتخاب توسعه‌دهندگان بازی (به انگلیسی: Game Developers Choice Awards) نام جایزه‌های سالانه‌ای است که توسط توسعه‌دهندگان این صنعت در پایان کنفرانس توسعه‌دهندگان بازی داده می‌شود. این کنفرانس، از سال ۲۰۰۱، تاکنون به صورت منظم برگزار شده است و توسعه‌دهندگان بازی‌ها، این محصولات را از دیدگاه‌ها و زاویه‌های مختلفی مورد نقد و بررسی قرار می‌دهند. این کنفرانس در سان فرانسیسکو برگزار خواهد شد.

## بازی سال
2023: Baldur's Gate 3
2022: Elden Ring
2021: It Takes Two
2020: Hades
2019: Untitled Goose Game
2018: God of War
2017: The Legend of Zelda: Breath of the Wild
2016: Overwatch
2015: The Witcher 3: Wild Hunt
۲۰۱۴: TBA
۲۰۱۳: Journey
۲۰۱۲: الدر اسکورولز ۵: اسکایرم
۲۰۱۱: سرخ‌پوست مرده: رستگاری
۲۰۱۰: سرزمین ناشناخته ۲: درمیان دزدان
۲۰۰۹: فال‌اوت ۳
۲۰۰۸: درگاه (بازی رایانه‌ای)
۲۰۰۷: چرخ‌دنده‌های جنگ
۲۰۰۶: سایه کلوسوس
۲۰۰۵: نیمه‌جان ۲
۲۰۰۴: Star Wars: Knights of the Old Republic
۲۰۰۳: Metroid Prime
۲۰۰۲: اتومبیل‌دزدی بزرگ ۳
۲۰۰۱: سیمز (سری)

## بهترین بازی جدید
2023: Venba
2022: Stray
2021: Phasmophobia
2020: Disco Elysium
2019: Florence
2018: Cuphead
2017: Firewatch
2016: Ori and the Blind Forest
2015: Shovel Knight
۲۰۱۴: TBA
۲۰۱۳: Subset Games (برای FTL: Faster Than Light)
۲۰۱۲: Supergiant Games (برای Bastion)
۲۰۱۱: موجنگ AB (برای ماینکرفت)
۲۰۱۰: Runic Games (برای Torchlight)
۲۰۰۹: Media Molecule (برای بزرگ سیاره کوچک)
۲۰۰۸: Realtime Worlds / استودیو مایکروسافت (برای Crackdown)
۲۰۰۷: Iron Lore Entertainment (برای Titan Quest)
۲۰۰۶: Double Fine Productions (برای Psychonauts)
۲۰۰۵: Crytek]] (برای فار کرای)
۲۰۰۴: اینفینیتی وارد (برای ندای وظیفه (سری))
۲۰۰۳: Retro Studios (برای Metroid Prime)
۲۰۰۲: Bohemia Interactive Studio (برای عملیات فلش پوینت: بحران‌های جنگ سرد)
۲۰۰۱: Minh Le|Counter-Strike team (برای کانتر استرایک)

## بهترین بازی از نظر صداگذاری
2024: Hi-Fi Rush
2023: God of War Ragnarök
2022: Unpacking
2021: Hades
2020: Control
2019: Celeste
2018: The Legend of Zelda: Breath of the Wild
2017: Inside
2016: Crypt of the NecroDancer
2015: Alien: Isolation
2014: BioShock Infinite
۲۰۱۳: Journey
۲۰۱۲: درگاه ۲
۲۰۱۱: سرخ‌پوست مرده: رستگاری
۲۰۱۰: سرزمین ناشناخته ۲: درمیان دزدان
۲۰۰۹: فضای مرده (بازی)
۲۰۰۸: بایوشاک
۲۰۰۷: Guitar Hero II
۲۰۰۶: Guitar Hero
۲۰۰۵: هیلو ۲
۲۰۰۴: ندای وظیفه (سری)
۲۰۰۳: مدال افتخار: حمله متفقین
۲۰۰۲: هیلو: نبرد تکامل
۲۰۰۱: دیابلو ۲

## بهترین از نظر طراحی
2023: Baldur's Gate 3
2022: Elden Ring
2021: It Takes Two
2020: Hades
2019: Baba Is You
2018: Celeste
2017: The Legend of Zelda: Breath of the Wild
2016: Overwatch
2015: The Witcher 3: Wild Hunt
2014: Hearthstone: Heroes of Warcraft
۲۰۱۳: Journey
۲۰۱۲: درگاه ۲
۲۰۱۱: سرخ‌پوست مرده: رستگاری
۲۰۱۰: بتمن: تیمارستان آرکهام
۲۰۰۹: بزرگ سیاره کوچک
۲۰۰۸: درگاه (بازی رایانه‌ای)
۲۰۰۷: وی اسپورتس
۲۰۰۶: سایه کلوسوس
۲۰۰۵: Katamari Damacy
۲۰۰۴: شاهزاده ایران: شن‌های زمان
۲۰۰۳: Battlefield ۱۹۴۲
۲۰۰۲: اتومبیل‌دزدی بزرگ ۳
۲۰۰۱: دیس اکس

## بهترین از نظر فناوری به کار رفته
2024: Alan Wake II
2023: Horizon Forbidden West
2022: Ratchet & Clank: Rift Apart
2021: Microsoft Flight Simulator
2020: Death Stranding
2019: Red Dead Redemption 2
2018: Horizon Zero Dawn
2017: Uncharted 4: A Thief's End
2016: The Witcher 3: Wild Hunt
2015: Middle-earth: Shadow of Mordor
2014: Grand Theft Auto V
۲۰۱۳: فار کرای ۳
۲۰۱۲: بتلفیلد ۳
۲۰۱۱: سرخ‌پوست مرده: رستگاری
۲۰۱۰: سرزمین ناشناخته ۲: درمیان دزدان
۲۰۰۹: بزرگ سیاره کوچک
۲۰۰۸: کرایسیس
۲۰۰۷: چرخ‌دنده‌های جنگ
۲۰۰۶: Nintendogs
۲۰۰۵: نیمه‌جان ۲